# Cerro del Carmelo
El cerro del Carmelo o monte Carmelo (en catalán turó del Carmel) es una colina situada en el noroeste de la ciudad de Barcelona, dominando el barrio de El Carmelo. Forma parte del parque de los Tres Cerros, junto al cerro de la Rovira y el cerro de la Creueta del Coll. Antiguamente era conocido como Turó d'en Móra, recibiendo su nombre actual del santuario de Nuestra Señora del Monte Carmelo, construido en una de sus laderas en el siglo XIX. También es conocido como La Muntanya Pelada ('La Montaña Pelada' en castellano), por carecer de vegetación en su cima. En su ladera suroeste se sitúa el famoso Parque Güell, diseñado por el celebérrimo arquitecto Antoni Gaudí, mientras que en la parte norte se halla el parque del Carmelo.

## Características
Su nombre está ligado al proceso migratorio que tuvo lugar durante la primera mitad y parte de la segunda del siglo XX, ya que numerosas familias, sobre todo del sur de España (Andalucía, Extremadura, Castilla-La Mancha), se asentaron en el cerro y a lo largo del barrio del Carmelo.
Desde hace unos años, la línea 5 de metro tiene diversas estaciones, pero durante el proceso hubo bastantes incidentes importantes que causaron daños a las viejas estructuras de los edificios construidos.